# Terencio Sierra

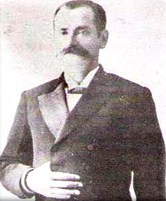
Terencio Sierra

Terencio Sierra Romero (16 de novembro de 1839 — 1907) foi presidente de Honduras entre 1 de fevereiro de 1899 e 1 de fevereiro de 1903.
Sierra nasceu em Coray, Valle, Honduras. Depois de estudar em Comayagua, se tornou um tipógrafo em El Salvador antes de viajar pela América Central e do Sul como contador no setor de transporte. Foi um presidente eleito democraticamente, e o seu vice-presidente foi o general José Maria Reina Bustillo, co-fundador do Partido Liberal.
A tentativa de Sierra de permanecer no cargo após as eleições de 1902 resultaram em sua queda para o General Manuel Bonilla e exílio para El Salvador. Faleceu em 1907.